# جيمس برستون
جيمس برستون (بالإنجليزية: James Preston)‏ (1792 بإنجلترا في المملكة المتحدة - 9 أبريل 1842 في جامايكا) هو لاعب كريكت بريطاني (وحمل سابقاً جنسية المملكة المتحدة لبريطانيا العظمى وأيرلندا ومملكة بريطانيا العظمى). لعب مع Sussex county cricket teams ‏.

## وصلات خارجية
- جيمس برستون على موقع إي آس بي آن كريك إنفو (الإنجليزية)